# Иванчук, Юрий Георгиевич
Юрий Георгиевич Иванчук (1 июня 1931, Кузоватово, Средневолжский край — 18 мая 2000, Крнов) — советский и российский кинорежиссёр

. Лауреат Государственной премии РСФСР имени братьев Васильевых (1984).

## Биография
Юрий Иванчук родился 1 июня 1931 года в селе Кузоватово, Ульяновская область. В 1963 году окончил Военно-политическую школу КГБ СССР, исторический факультет Томского университета и Высшие академические курсы усовершенствования политсостава при Военно-политической академии имени В. И. Ленина (ВПА).
Работал вторым режиссёром на таких киностудиях, как «Молдова-фильм», «Мосфильм» и «Одесская киностудия».
В 1997 году переехал в Чехию. 
Умер 18 мая 2000 года в городе Крнов.

## Фильмография
- 1978 — Огонь в глубине дерева (короткометражка)
- 1981 — Приказ: огонь не открывать (совместно с В. Исаковым)
- 1982 — Приказ: перейти границу
- 1984 — Парашютисты
- 1986 — 55 градусов ниже нуля
- 1990 — Нелюдь

### Прочее
- 1970 — Взрыв замедленного действия (2-й режиссёр)
- 1972 — Последний гайдук (2-й режиссёр)
- 1974 — Свой среди чужих, чужой среди своих (2-й режиссёр)